# Apodrepanulatrix liberaria
Apodrepanulatrix liberaria là một loài bướm đêm trong họ Geometridae.